# Alloplasta oblongata
Alloplasta oblongata är en stekelart som beskrevs av Dali Chandra och Gupta 1977. Alloplasta oblongata ingår i släktet Alloplasta och familjen brokparasitsteklar. Inga underarter finns listade i Catalogue of Life.